# TJP (wrestler)
Theodore James Perkins, meglio conosciuto con il ring name TJP (Los Angeles, 3 settembre 1984), è un wrestler statunitense sotto contratto con la New Japan Pro-Wrestling.
Perkins iniziò la sua carriera all'età di 13 anni, accettando impegni con compagnie indipendenti e lottando mascherato con il nome di "Pinoy Boy" T.J. Perkins. Dopo aver successivamente militato per diversi anni in Giappone e in Messico, rispettivamente con la New Japan Pro-Wrestling e la Consejo Mundial de Lucha Libre, approdò alla Pro Wrestling Guerrilla, dove milita dal 2003. Nel medesimo anno debuttò nella Ring of Honor come Puma, dove rimase per nove anni. Nel 2004 firmò per la Total Nonstop Action Wrestling, effettuando inizialmente sporadiche apparizioni sino al 2013, e da lì in poi su base regolare, prima come "Suicide" e poi definitivamente come "Manik". È stato vincitore del titolo TNA X Division Championship.
Perkins ha lottato in WWE tra il 2016 e il 2019 ed è stato il primo detentore del WWE Cruiserweight Championship, avendo vinto il torneo Cruiserweight Classic nel 2016.

## Carriera

### WWE (2016-2019)

#### Campione dei pesi leggeri (2016-2017)
Perkins partecipò, il 23 giugno 2016, al torneo organizzato dalla WWE, il Cruiserweight Classic, che comprendeva numerosi atleti da ogni parte del mondo con un peso inferiore ai 92 kg. Egli sconfisse inoltre, nei sedicesimi di finale svoltisi il 20 luglio, il tedesco Da Mack, negli ottavi del 24 agosto superò Johnny Gargano (atleta di NXT) e nei quarti del 7 settembre sconfisse Rich Swann. Nella semifinale, svoltasi il 14 settembre, Perkins sconfisse il giapponese Kota Ibushi e nella finale, svoltasi sempre lo stesso giorno, batté Gran Metalik, vincendo dunque il torneo. Di conseguenza, Perkins venne premiato da Triple H con il trofeo del Cruiseirweight Classic e, in aggiunta, con l'esclusiva cintura del Cruiserweight Championship. A seguito di questa vittoria, Perkins venne assegnato al roster di Raw, e con lui anche il nuovo titolo. Il 25 settembre, a Clash of Champions, Perkins difese il titolo contro Brian Kendrick. Il 30 ottobre, a Hell in a Cell, Perkins venne sconfitto da Kendrick, perdendo così il titolo dei pesi leggeri dopo 46 giorni di regno. Nella puntata di Raw del 31 ottobre Perkins trionfò su Kendrick per count-out ma quest'ultimo mantenne comunque il titolo. Il 20 novembre, nel Kick-off di Survivor Series, Perkins, Rich Swann e Noam Dar sconfissero Ariya Daivari, Drew Gulak e Tony Nese. Nella puntata di Raw del 21 novembre Perkins prese parte ad un Triple Threat match insieme a Noam Dar e Rich Swann per determinare il contendente n°1 al Cruiserweight Championship di The Brian Kendrick ma fu Swann ad aggiudicarsi la contesa. Il 18 dicembre, a Roadblock: End of the Line, Perkins non riuscì a conquistare il Cruiserweight Championship in un Triple Treath match che includeva anche The Brian Kendrick e il campione Rich Swann poiché quest'ultimo mantenne il titolo. Nella puntata di 205 Live del 7 febbraio Perkins partecipò ad Fatal 5-Way Elimination match che comprendeva anche Cedric Alexander, Gentleman Jack Gallagher, Mustafa Ali e Noam Dar per determinare il contendente n°1 al Cruiserweight Championship di Neville a Fastlane ma, dopo aver eliminato Alexander e Ali, venne eliminato da Gallagher. Nella puntata di 205 Live del 14 marzo Perkins prese parte ad Fatal 5-Way Elimination match che comprendeva anche Akira Tozawa, Austin Aries, The Brian Kendrick e Tony Nese per determinare il contendente n°1 al Cruiserweight Championship di Neville a WrestleMania 33 ma venne eliminato da Kendrick. Nella puntata di 205 Live del 4 aprile Perkins ha partecipato ad un Fatal Four Way Match che comprendeva anche Austin Aries, Gentleman Jack Gallagher e Mustafa Ali per determinare il contendente n°1 al Cruiserweight Championship di Neville ma il match venne vinto da Aries. Nella puntata di Raw del 10 aprile Perkins sconfisse Austin Aries e, nel post match, effettuò un turn heel (grazie a Neville) attaccando proprio Aries. Nella puntata di Raw del 1º maggio TJP (acronimo del precedente ring name) venne sconfitto da Aries ma, nel post match, attaccò il vincitore al ginocchio. Nella puntata di 205 Live del 6 giugno TJP affrontò Neville per il Cruiserweight Championship ma venne sconfitto.

#### Varie faide (2018-2019)
Il 28 gennaio, nel Kick-off della Royal Rumble, TJP, Drew Gulak e Gentleman Jack Gallagher vennero sconfitti da Gran Metalik, Kalisto e Lince Dorado. Nella puntata di 205 Live del 30 gennaio TJP sconfisse Tyler Bate negli ottavi di finale di un torneo per la riassegnazione del Cruiserweight Championship. Nella puntata di 205 Live del 27 febbraio TJP venne tuttavia sconfitto da Cedric Alexander nei quarti di finale del torneo venendo dunque eliminato. Nella puntata di 205 Live del 27 marzo TJP prese parte ad un Fatal Four Way Match che comprendeva anche Akira Tozawa, Buddy Murphy e Kalisto con in palio una futura opportunità titolata al Cruiserweight Championship ma il match venne vinto da Murphy. Nella puntata di 205 Live del 24 aprile TJP partecipò ad un Gauntlet match per determinare il contendente n°1 al Cruiserweight Championship di Cedric Alexander ma venne eliminato da Mustafa Ali. Nella puntata di 205 Live del 24 luglio TJP partecipò ad un Fatal 4-Way match che includeva anche Drew Gulak, Hideo Itami e Mustafa Ali per determinare il contendente n°1 al Cruiserweight Championship di Cedric Alexander ma il match venne vinto da Gulak. Dopo un periodo di assenza, TJP tornò nella puntata di 205 Live del 19 febbraio 2019 dove venne sconfitto da Humberto Carrillo.
Il 22 febbraio 2019 venne licenziato.

### Ritorno a Impact Wrestling (2019-2021)
TJP è tornato in Impact Wrestling nell'episodio del 21 giugno 2019 di Impact, sconfiggendo Ace Austin. TJP fece un'apparizione a sorpresa a Slammiversary XVII, dove ha lottato in un 4-way, vinto da Willie Mack. A settembre, ha stretto un'alleanza con Fallah Bahh,i due poi hanno iniziato una rivalità con Michael Elgin. Il 31 marzo 2020 ad Impact One Night Only, TJP torna nei panni di Manik, collaborando con Suicide. Il 18 agosto ad Impact (Emergence), TJP non riuscì a vincere l'Impact X Division championship in un Triple Threat dato che Rohit Raju schienò il campione Chris Bey per vincere la cintura. Non riuscì a vincere il titolo nemmeno a Bound for Glory in uno Scramble match a 5 persone e nemmeno nell'episodio del 10 novembre di Impact.
A Final Resolution, TJP è nuovamente tornato con il personaggio di Manik e ha sconfitto Raju per vincere finalmente l'Impact X Division Championship, utilizzando una scappatoia attraverso una clausola che diceva che TJP non poteva competere per il titolo fintanto che Raju era campione, ma non come Manik. Raju e Chris Bey tentarono di dimostrare che TJP era in realtà Manik ma tutti i tentativi fallirono. Mantene il titolo anche ad Hard To Kill 2021 nonostante i tentativi di smascherarlo (coperti con un facepaint). TJP perse il titolo contro Ace Austin a Sacrifice 2021, ponendo fine al suo regno di 92 giorni.
È stato liberato dagli oneri contrattuali da Impact a novembre 2021.

### Ritorno nella Major League Wrestling (2019-2022)
TJP torna in MLW a dicembre nel 2019 per partecipare alla Opera Cup, perdendo però al primo turno. Dopo 1 anno tornerà a competere per la Opera Cup non andando nuovamente oltre il primo turno. Durante il 2021 ottenne un'opportunità ai  MLW World Tag Team Championships con Bu Ku Dao ma non riuscendo a vincerli. A novembre alla terza partecipazione nella Opera Cup arriva in finale perdendo però contro Davey Richards. Nel 2022 sfida tra gli altri anche il MLW World Middleweight Champion, Myron Reed.

### Ritorno al Consejo Mundial de Lucha Libre (2021-2022, 2023)
Ad ottobre 2021 torna in CMLL  per la prima volta dal 2008 disputando alcuni tag team match tra gli altri anche con il suo compagno dello United Empire, Jeff Cobb. A novembre ottiene un match per il NWA World Historic Welterweight Championship di Volador Jr.. TJP tornerà in CMLL ad agosto 2023 per partecipare al Grand Prix Internacional nel Team International.

## Personaggio

### Mosse finali
- Come Manik/Suicide
  - Death from Above (Elevated double chickenwing dropped into a double knee gutbuster)
  - Frog splash
- Come Puma
  - 540º corkscrew springboard tornado DDT
  - Figure Four Deathlock (Leglock cloverleaf)
  - Puma Suplex (Bridging tiger suplex)
  - Triangle choke
- Come TJ Perkins/TJP
  - 540º corkscrew springboard tornado DDT – Circuito indipendente
  - 86er (Diving high knee) – Circuito indipendente
  - Figure Four Deathlock (Leglock cloverleaf) – Circuito indipendente
  - Detonation Kick / Damnation Kick (Fireman's carry into an overhead kick) – 2017–presente (WWE)
  - Mega Buster (Jumping neckbreaker) – Circuito indipendente
  - Skull Crusher (Kneeling reverse piledriver) – Circuito indipendente
  - TJP Clutch (Leglock inverted cloverleaf, a volte preceduta dal Detonation Kick) – Circuito indipendente/WWE

### Soprannomi
- "The Fil-Am Flash"[4]
- "The Duke of Dab"[5]
- "The Fresh Prince of the Cruiserweights"
- "The Pinoy Boy"[6]
- "The Wrestling Yoda"[4]
- Aswang

## Titoli e riconoscimenti
- All Pro Wrestling
  - APW Worldwide Internet Championship (1)

- Alternative Wrestling Show
  - AWS Light Heavyweight Championship (2)

- Big Time Wrestling
  - BTW Cruiserweight Championship (1)

- Consejo Mundial de Lucha Libre
  - Best New Sensation (2003)
  - Feud of the Year (2003)

- Empire Wrestling Federation
  - EWF Heavyweight Championship (1)
  - EWF Tag Team Championship (1) – con Liger Rivera

- Evolve Wrestling
  - Breakout Match (2010) vs. Munenori Sawa il 16 gennaio

- House of Glory
  - HOG Crown Jewel Championship (1)

- Mach One Wrestling
  - NWA Heritage Championship (1)

- New Japan Pro-Wrestling
  - IWGP Junior Heavyweight Tag Team Championship (3) – con Francesco Akira
  - American Young Lions Cup Tournament (2004)

- Pro Wrestling Illustrated
  - 35º tra i 500 migliori wrestler secondo PWI 500 (2017)

- SoCal Uncensored
  - Rookie of the Year (2001)

- Total Nonstop Action Wrestling/Impact Wrestling
  - TNA/Impact X Division Championship (2)
  - TNA X Division Championship Tournament (2013)
  - Impact Year End Awards (1)
    - Men's Match of the Year (2021) vs. Josh Alexander il 3 giugno a BTI

- United Independent Wrestling Alliance
  - UIWA Lightweight Championship (1)

- UWA Hardcore Wrestling
  - UWA Canadian Heavyweight Championship (1)

- WWE
  - WWE Cruiserweight Championship (1)
  - Cruiserweight Classic (2016)